# Partit Laborista Israelià
El Partit Laborista Israelià (hebreu: מפלגת העבודה הישראלית, Mifléguet ha-Avodà ha-Yisraelit‎) fou un partit polític d'Israel, actiu entre 1968 i 2024. La seva línia ideològica era sionista i de centreesquerra. Era membre de la Internacional Socialista i observador en el Partit Socialista Europeu. El socialisme sionista, expressat en diferents candidatures al llarg de la història ha estat fonamental per consolidar l'estat d'Israel i és el moviment polític que més anys ha governat fent-ho ininterrompudament de 1948 fins a 1977.
El 30 de juny de 2024, sota el lideratge de Yair Golan, el partit va acordar fusionar-se amb el Nou Moviment - Mérets per formar un nou partit, Els Demòcrates. Segons l'acord, Méretsi Labor continuen com a entitats corporatives i pressupostàries separades, i les seves faccions a la Histadrut, els consells municipals i altres òrgans aliens a la Kenésset no s'unificaran en aquesta fase, però cooperaran.

## Història
Les bases per a la formació del Partit Laborista israelià es van posar poc abans de les eleccions de 1965 quan el Mapai, el principal partit d'esquerra del país va formar una aliança amb Ahdut ha-Avodà. L'aliança va ser un intent del Mapai per a apuntalar els resultats del partit, després d'una escissió de vuit membres de la Kenésset (al voltant d'una cinquena part de la facció Mapai a la Kenésset), dirigit per David Ben-Gurion per a formar un nou partit, Rafi, en protesta pel fracàs del Mapai d'aprovar un canvi al sistema de representació electoral proporcional. L'aliança, anomenada l'Alineació va obtenir 45 escons a les eleccions, i va ser capaç de formar govern en coalició amb el Partit Nacional Religiós, Mapam, els Liberals Independents, Poalé Agudat Israel, Progrés i Desenvolupament i Cooperació i Germandat.
El 23 de gener de 1968, Mapai, Ahdut ha-Avodà i Rafi (a excepció de Ben-Gurion, que van formar la Llista Nacional en protesta) es van fusionar en el Partit Laborista Israelià. El 28 de gener de 1969, el partit es va aliar amb Mapam, l'aliança va passar a ser coneguda com l'Alineació.
El partit es va veure embolicat en diversos casos de corrupció, que van provocar la dimissió de Peres en 1977 i va passar a l'oposició per primer cop després de les eleccions de 1977.
Amb Peres encara al capdavant del partit, les eleccions de 1984 va resultar en punt mort. Encara que l'Alineació va obtenir 44 escons i Likkud 41, no va poder reunir prou suport dels partits més petits per formar un govern (el partit més gran següent tenia només cinc escons, i dos dels petits partits d'esquerra, Hadaix i Llista Progressista per la Pau. no eren vistos com a potencials socis de la coalició, degut a les seves posicions radicals). Per la seva banda, Likkud es va trobar en la mateixa situació (era impossible treballar amb Kakh). El resultat va ser una gran coalició de l'Alineació, el Likkud, el Partit Nacional Religiós, Agudat Israel, Xas, Moraixà, Xinnuy i Ómets (que més tard es va fusionar amb el Likkud). Amb 97 escons, va ser la coalició més gran en la història política d'Israel, a part dels governs d'unitat nacional.
El resultat de les eleccions de 1988 també va ser ambigu, Likkud va obtenir 40 escons i l'Alineació 39. Es va formar un altre acord de repartiment de poder i la nova coalició comptava amb 97 membres, integrada pel Likkud, l'Alineació, el Partit Nacional Religiós, Xas, Agudat Israel i Déguel ha-Torà. Peres es va anar significant cada vegada més com partidari d'una pau negociada entre Israel i els àrabs, que inclogués concessions als palestins; tals postures van acabar per provocar que el 1990 Peres fes una oferta per poder governar en solitari a través de la creació d'una coalició de 61 escons amb els ultra-ortodoxos Xas, Agudat Israel i Déguel ha-Torà i els esquerrans Mapam, Rats i Xinnuy. Finalment, l'oferta no va quallar i l'Alineació va ser expulsada de la coalició els últims dos anys del mandat de la Kenésset. El partit també va perdre un escó, Efraim Gur, que va crear la Unitat per a la Pau i Immigració abans d'ingressar al Likkud. L'afer fou conegut a Israel com "el joc brut".
El 7 d'octubre de 1991, l'Alineació es va fusionar formalment amb el Partit Laborista Israelià i va deixar d'existir.
El 6 d'abril, després de les eleccions legislatives d'Israel de 2006, el president Moixé Qatsav va demanar formalment a Ehud Olmert de Kadima que formés un govern que el designés oficialment com a primer ministre. Es va formar un govern de coalició format per Kadima, laboristes, Xas i Guil. A l'octubre de 2006, amb la coalició sacsejada després de la Guerra del Líban de 2006, Olmert va portar també al govern l'extrema dreta de Yisrael Beiteinu, que va abandonar la coalició el gener de 2008 en protesta per les converses de pau amb l'Autoritat Nacional Palestina. El Partit Laborista amenaçà amb fer caure el govern si Olmert dimitia després de les investigacions policials sobre presumpta corrupció durant els seus mandats com a ministre i com a alcalde de Jerusalem i va presentar la seva renúncia a Peres el 21 de setembre de 2008. El 23 de setembre de 2008, Peres va demanar a Tzipi Livni, líder de Kadima, que formés un nou govern, però no ho va aconseguir i es va haver de convocar eleccions anticipades.
A les eleccions de 2009 el partit laborista va obtenir 13 escons i va entrar al govern dins la coalició de partits conservadors creada per Binyamín Netanyahu, però el seu carismàtic líder Ehud Barak va abandonar el partit el gener de 2011 i va crear un nou partit anomenat Independència, amb 4 diputats més, que abandonaren el grup a la Kenésset i entraren al govern, propiciant que el Partit Laborista deixés de donar suport al govern conservador quan el seu grup parlamentari el formaven 8 diputats.
A les eleccions de 2013 aconseguiren 15 diputats.
A les eleccions anticipades de 2015, els laboristes es presentaren en coalició amb Ha-Tenuà de Tsippi Livni (que ja tenia 6 escons a la Kenésset), sota el nom de Unió Sionista. Encara que encapçalaven la major part dels sondeigs, quedaren segons darrere el Likkud, amb 24 escons.
El partit va donar va entrar al govern de coalició sorgit de les eleccions legislatives d'Israel de 2020 que va encapçalar el Likkud amb la nova coalició centrista Blau i Blanc liderada per Benny Gantz, però el govern no va aconseguir aprovar els pressupostos i es van avançar les eleccions a al 23 de març de 2021. Amir Peretz va anunciar que no es presentaria a la reelecció i Merav Michaeli va ser escollida per liderar el Partit Laborista el 24 de gener de 2021.
Després de les eleccions de 2021, s'arribà a un acord de govern de Yamina, Yesh Atid, Blau i Blanc, Partit Laborista, Yisrael Beiteinu, Nova Esperança, Mérets, i la Llista Àrab Unida que preveia que Naftali Bennett de Yamina seria primer ministre fins al 27 d'agost de 2023, moment en què Yair Lapid de Yesh Atid agafaria el relleu com a primer ministre i que l'acció de govern se centraria en l'economia i en temes socials, emfatitzant la recuperació després de la Pandèmia de COVID-19. El 30 de juny de 2022, després de l'agreujament de les diferències entre els partits del govern i de patir algunes desercions que els feren perdre la majoria parlamentària, la Kenésset va aprovar la seva dissolució i convocatòria d'eleccions anticipades.
El 30 de juny de 2024, sota el lideratge de Yair Golan, el partit va acordar fusionar-se amb el Nou Moviment - Mérets per formar un nou partit, Els Demòcrates. L'acord es va ratificar en una convenció de delegats de Mérets i el Partit Laborista el 12 de juliol de 2024. Segons l'acord, Méretsi Labor continuen com a entitats corporatives i pressupostàries separades, i les seves faccions a la Histadrut, els consells municipals i altres òrgans aliens a la Kenésset no s'unificaran en aquesta fase, però cooperaran.

## Líders del partit
|     | Líder | Líder                | Inici | Final | Primer ministre |
| --- | ----- | -------------------- | ----- | ----- | --------------- |
| 1   |       | Leví Eixkol          | 1968  | 1969  | 1963–1969       |
| 2   |       | Golda Meïr           | 1969  | 1974  | 1969–1974       |
| 3   |       | Yitshaq Rabín        | 1974  | 1977  | 1974–1977       |
| 4   |       | Shimon Peres         | 1977  | 1992  | 1984–1986       |
| (3) |       | Yitshaq Rabín        | 1992  | 1995  | 1992–1995       |
| (4) |       | Shimon Peres         | 1995  | 1997  | 1995–1996       |
| 5   |       | Ehud Barak           | 1997  | 2001  | 1999–2001       |
| 6   |       | Binyamin Ben-Eliezer | 2001  | 2002  |                 |

|     | Líder | Líder              | Inici | Final |
| --- | ----- | ------------------ | ----- | ----- |
| 7   |       | Amram Mitzna       | 2002  | 2003  |
| (4) |       | Shimon Peres       | 2003  | 2005  |
| 8   |       | Amir Peretz        | 2005  | 2007  |
| (5) |       | Ehud Barak         | 2007  | 2011  |
| 9   |       | Shelly Yachimovich | 2011  | 2013  |
| 10  |       | Isaac Herzog       | 2013  | 2017  |
| 11  |       | Avi Gabbay         | 2017  | 2019  |
| (8) |       | Amir Peretz        | 2019  | 2021  |
| 12  |       | Merav Michaeli     | 2021  | 2024  |
| 13  |       | Yair Golan         | 2024  | 2024  |

## Resultats electorals en les eleccions a la Kenésset
Aquests són els resultats electorals aconseguits pel Partit Laborista o per les coalicions de les quals formava part. Es mostren els escons aconseguits per la coalició i els que han correspost al partit.
| Elecció       | Coalició                 | Vots          | %    | Escons coalició | +/– | Escons partit | +/– | Líder              | Govern/oposició      |
| ------------- | ------------------------ | ------------- | ---- | --------------- | --- | ------------- | --- | ------------------ | -------------------- |
| 1969          | L'Alineació              | 632.135 (#1)  | 46,2 | 56 / 120        | 11  | 50 / 120      | -   | Golda Meïr         | Govern               |
| 1973          | L'Alineació              | 621.183 (#1)  | 39,6 | 51 / 120        | 5   | 45 / 120      | 5   | Golda Meïr         | Govern               |
| 1977          | L'Alineació              | 430,023 (#2)  | 24.6 | 32 / 120        | 19  | 28 / 120      | 17  | Ximon Peres        | Oposició             |
| 1981          | L'Alineació              | 708,536 (#2)  | 36.9 | 47 / 120        | 15  | 37 / 120      | 11  | Ximon Peres        | Oposició             |
| 1984          | L'Alineació              | 724.074 (#1)  | 34,9 | 44 / 120        | 3   | 32 / 120      | 5   | Ximon Peres        | Govern               |
| 1988          | L'Alineació              | 685,363 (#2)  | 30.0 | 39 / 120        | 5   | 39 / 120      | ▲7  | Ximon Peres        | Govern (1988–1990)   |
| 1988          | L'Alineació              | 685,363 (#2)  | 30.0 | 39 / 120        | 5   | 39 / 120      | ▲7  | Ximon Peres        | Oposició (1990–1992) |
| 1992          | -                        | 906.810 (#1)  | 34,7 | -               | -   | 44 / 120      | 5   | Yitshaq Rabbín     | Govern               |
| 1996          | -                        | 818.741 (#1)  | 26,8 | -               | -   | 34 / 120      | 10  | Ximon Peres        | Oposició             |
| 1999          | Un Israel                | 670.484 (#1)  | 20,3 | 26 / 120        | -   | 23 / 120      | 11  | Ehud Barak         | Govern (1999–2002)   |
| 1999          | Un Israel                | 670.484 (#1)  | 20,3 | 26 / 120        | -   | 23 / 120      | 11  | Ehud Barak         | Oposició (2002–2003) |
| 2003          | Laborista-Meimad         | 455.183 (#2)  | 14,5 | 19 / 120        | 7   | 18 / 120      | 5   | Amram Mitzna       | Oposició (2003–2005) |
| 2003          | Laborista-Meimad         | 455.183 (#2)  | 14,5 | 19 / 120        | 7   | 18 / 120      | 5   | Amram Mitzna       | Govern (2005)        |
| 2003          | Laborista-Meimad         | 455.183 (#2)  | 14,5 | 19 / 120        | 7   | 18 / 120      | 5   | Amram Mitzna       | Oposició (2005–2006) |
| 2006          | Laborista-Meimad         | 472.366 (#2)  | 15,1 | 19 / 120        | =   | 18 / 120      | =   | Amir Peretz        | Govern               |
| 2009          | -                        | 334.900 (#4)  | 9,9  | -               | -   | 13 / 120      | 5   | Ehud Barak         | Govern (2009–2011)   |
| 2009          | -                        | 334.900 (#4)  | 9,9  | -               | -   | 13 / 120      | 5   | Ehud Barak         | Oposició (2011–2013) |
| 2013          | -                        | 432.118 (#3)  | 11,4 | -               | -   | 15 / 120      | 2   | Shelly Yachimovich | Oposició             |
| 2015          | Unió Sionista            | 786.313 (#2)  | 18,7 | 24 / 120        | 3   | 18 / 120      | 3   | Isaac Herzog       | Oposició             |
| abril 2019    | -                        | 190.870 (#6)  | 4,43 | -               | -   | 6 / 120       | 12  | Avi Gabbay         | Es repeteixen        |
| setembre 2019 | Laborista-Guéixer        | 212.782 (#8)  | 4,80 | 6 / 120         | -   | 5 / 120       | 1   | Amir Peretz        | Es repeteixen        |
| 2020          | Laborista-Guéixer-Mérets | 267.480 (#6)  | 5,83 | 7 / 120         | 4   | 3 / 120       | 2   | Amir Peretz        | Govern               |
| 2021          | -                        | 268.767 (#6)  | 6,09 | -               | -   | 7 / 120       | 4   | Merav Michaeli     | Govern               |
| 2022          | -                        | 175.922 (#10) | 3,69 | -               | -   | 4 / 120       | 3   | Merav Michaeli     | Oposició             |